# مردان شیطانی
مردان شیطانی: میمون‌ها و ریشه‌های خشونت انسانی (انگلیسی: Demonic Males)، کتابی است در سال ۱۹۹۶ توسط ریچارد رانگهام و دیل پترسون که به بررسی عوامل فرگشت منجر به خشونت مردانه می‌پردازد.

## خلاصه
«نرهای شیطانی» با توضیح اینکه انسان‌ها، شامپانزه معمولی‌ها، گوریل‌ها و اورانگوتان‌ها گروهی از انسانیان‌ها مرتبط ژنتیکی هستند، آغاز می‌شود. اینکه انسان‌ها از نظر ژنتیکی به شامپانزه‌ها نزدیک‌تر هستند تا شامپانزه‌ها به گوریل‌ها، و شامپانزه‌ها و بونوبو‌ها از نظر ژنتیکی نزدیک‌تر هستند. پس از حدس و گمان در مورد آنچه که اجداد انسان را قادر به ترک جنگل‌های بارانی کرد (استفاده از ریشه‌ها به عنوان منبع آب و غذا)، «نرهای شیطانی» در ادامه فهرستی از انواع خشونت اعمال شده توسط شامپانزه‌های نر (خشونت سلسله مراتبی درون گروهی، خشونت) ارائه می‌کند. علیه زنان، و حملات قتل فراگروهی). بروز بالای تجاوز جنسی توسط اورانگوتان‌های نر غیر آلفا و کودک کشی توسط گوریل‌های نر نیز به عنوان نمونه‌هایی از میراث ژنتیکی متقابل ما ذکر شده است.
نویسندگان جامعه شامپانزه‌ها را به‌عنوان بسیار پدرسالاری معرفی می‌کنند که هیچ شامپانزه‌ای نر بالغ تابع هیچ ماده‌ای از هر درجه‌ای نیست. آنها شواهدی را ارائه می‌کنند که نشان می‌دهد اغلب تمدن‌های بشری غالب همیشه از نظر رفتاری مردسالارانه بوده‌اند، و اینکه انسان‌های نر در تمایل ذاتی شامپانزه‌های نر به تسلط، خشونت‌های بی‌مورد، جنگ، تجاوز جنسی، و قتل مشترک هستند. آنها ادعا می‌کنند که قشر پیش‌پیشانی مغز نیز یک عامل است، زیرا به‌طور تجربی نشان داده شده است که انسان‌ها هم بر اساس منطق و هم بر اساس احساسات با واسطه قشر پیش‌پیشانی تصمیم‌گیری می‌کنند.
برای مقایسه جوامع شامپانزه، در فصل «میمون صلح‌آمیز»، نویسندگان رفتارهای شامپانزه‌ها را با رفتارهای بونوبو‌ها مقایسه می‌کنند و دلایل بیولوژیکی منطقی برای رفتارهای آرام‌تر (هر چند تهاجمی و متضاد) دومی ارائه می‌کنند. دلایل ارائه شده برای این امر عبارتند از سازمان اجتماعی زنان بونوبو که پرخاشگری مردانه را تحمل نمی‌کند، نیروهای تکاملی نامرئی بودن تخمک‌گذاری بونوبو (در شامپانزه‌ها، تخمک‌گذاری دارای تورم بویایی و تناسلی است (این تنوع در چرخه‌های تولیدمثلی زنان منجر به رقابت شدید مردان برای جفت‌گیری می‌شود) و سازمان اجتماعی کلی که به موجب آن بونوبوهای نر مانند شامپانزه‌های نر اتحاد تشکیل نمی‌دهند، اگرچه این موضوع مورد مناقشه است.

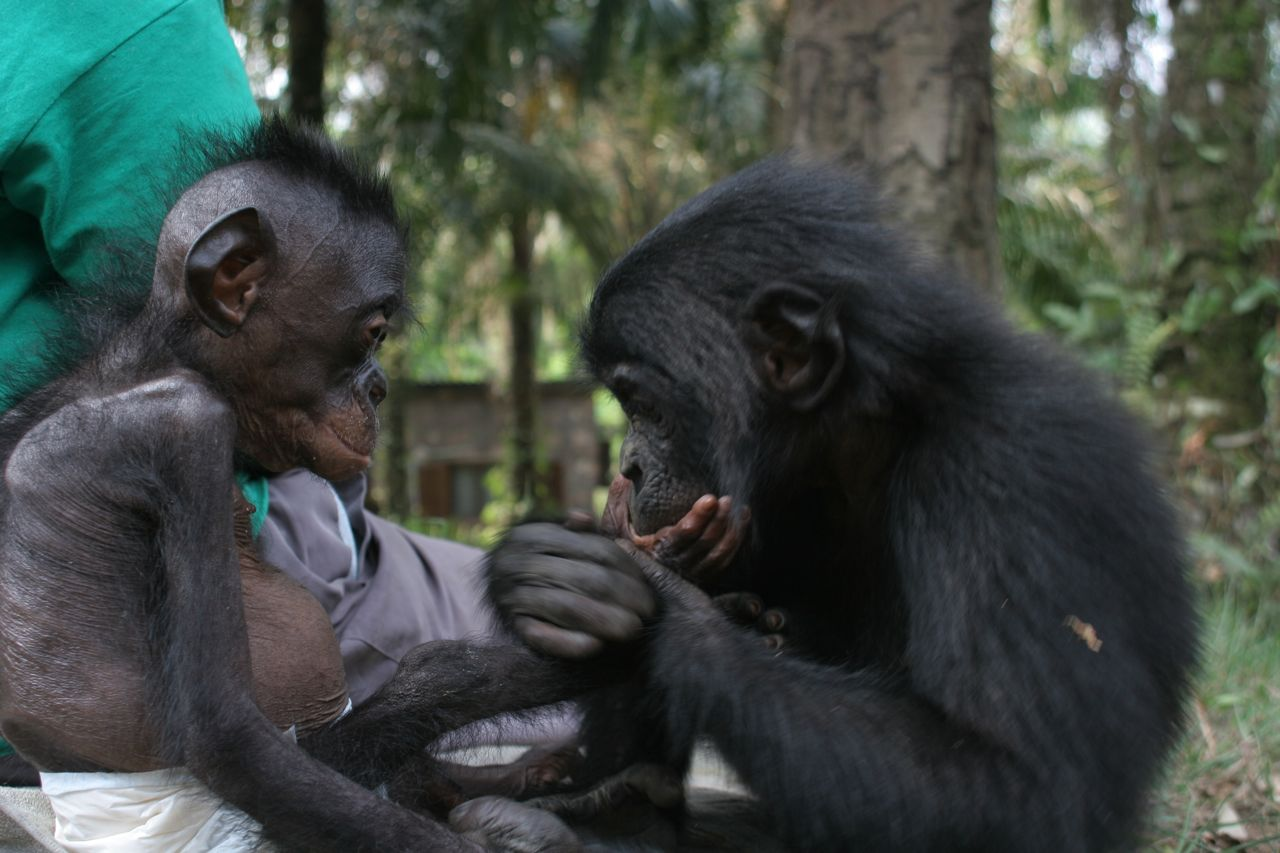
بونوبو‌ها دارای روابط قوی هستند. در این تصویر یک بزرگسال که از کودک مراقبت می‌کند دیده می‌شود

بونوبوها تحت سلطه یک سیستم مادرسالار هستند و به دلیل روابط پراکنده زنانه خود که به حل و فصل و تاکتیک‌های صلح آمیز در میان گروه تشویق می‌کند و خشونت و جنگ را منع می‌کند منحصر به فرد هستند. شباهت‌های انسان‌شناختی را می‌توان با خرده‌فرهنگ‌های انسانی مانند [هیپی]ها ایجاد کرد که در این شعار بیان می‌شود که هیپی‌ها و بونوبوها عشق می‌ورزند، نه جنگ. مردم شناسان با استفاده از دیدگاه فلسفه پسامدرن سعی می‌کنند توضیح دهند که چگونه ساختار اجتماعی بونوبو پرخاشگری را رد می‌کند و بر قدرت همکاری تمرکز می‌کند و چگونه این کار به بقای کلی گروه منفعت می‌رساند.
نویسندگان خشونت مردانه را از نظر تکاملی نامطلوب و از نظر اخلاقی مذموم می‌دانند (به صراحت دربارهٔ نسل‌کشی‌های متقابل هوتو-توتسی در زیست‌گاه‌های میمون‌های بزرگ آفریقا، و استناد به رمان آرمان‌شهری زنانه شارلوت پرکینز گیلمن. زنستان (رمان) [۱۹۱۵])، و استدلال می‌کنند که ظهور سلاح‌های مدرن مانند گاز اعصاب و بمب‌های اتمی آینده جمعی ما را تهدید می‌کند. مانند استیون پینکر فرشتگان بهتر طبیعت ما (۲۰۱۲)، که نشان می‌دهد خشونت در جامعه بشری به مرور زمان کاهش یافته است، «مردان شیطانی» این موضوع را نشان می‌دهد. مردان گونه انسان، از نظر ژنتیکی مستعد خشونت هستند، اما اگر جامعه تشخیص دهد که انجام این کار به نفع بقای انسان است، نوع انسان نیز ظرفیت فکری برای رفع این نقص را دارد.

## بررسی‌ها
فیلیپ ریگال زیست‌شناس در تفسیری سیاسی از «مردان اهریمنی» می‌گوید که این کتاب تا حدی حمله‌ای به ساختارشکنی نظریه فمینیست است که خشونت مردانه یک برساخت‌گرایی اجتماعی است. ریگال همچنین این کتاب را «نقطه ای گسترده در برابر رویاهای قدیمی اتوپیایی آتلانتیس، عدن، الیزیوم، عصر طلایی، نقاشی‌های رمانتیک و مارگارت مید متاخر» می‌داند که انسان‌ها را به‌طور طبیعی صلح آمیز تصور می‌کرد.
«نیویورک تایمز» آن را «لذت‌آمیز و خواندنی» خواند و نوشته است: ب «ه ژانر نوظهور کتاب‌های علمی جدی تعلق دارد که در مورد سؤالات مورد علاقه بسیاری از مردم، نه فقط برای متخصصان، چیزی برای گفتن دارند.»